# Zindaba Nyirenda
Zindaba Nyirenda (« Zindie ») est une princesse Nkhosikazi descendante de Shaka Zoulou et une écrivaine zambienne née en 1963. 

## Jeunesse et études
Zindaba Nyirenda grandit à Chililabombwe, en Zambie. Sa famille déménage ensuite à Lundazi. Elle est diplômée de l'Université de Zambie, où elle rencontre son futur mari. Zindaba Nyirenda arrive aux États-Unis en 1985 pour s’installer à Chicago, dans l'Illinois. Elle étudie à l'Université Roosevelt. Elle a trois enfants.

## Accomplissements
Zindaba Nyirenda est l'auteure de l'autobiographie Ta-Lakata : Les Larmes de l'Afrique (Ta-Lakata: The Tears of Africa).  
Elle est présidente et fondatrice de « Light on the Hill for Africa », une organisation humanitaire et éducative au service des enfants zambiens. 

## Lignée familiale
Zindaba Nyirenda est une princesse Nkhosikazi descendante de Shaka Zoulou (sixième génération). Son père, petit-fils du Chef Mphamba du Tumbuka, est propriétaire d'une équipe de football. Il meurt du VIH/SIDA en 1993 après avoir fait des dons de sang. Sa mère quant à elle est décédée en 2002.  